# زیگوتن
زیگوتن (انگلیسی: Zygotene)(از ریشه یونانی به معنای «رشته‌های جفت‌شده») دومین مرحله از میوز است، فرایند تقسیم سلولی ویژه‌ای که تعداد کروموزوم‌ها را به نصف کاهش می‌دهد تا گامت‌های هاپلوئید تولید شوند. این مرحله پس از مرحله لپتوتن و قبل از مرحله پاکیتن قرار دارد.

## تکمیل سیناپسیس
رویداد اصلی در زیگوتن، تکمیل سیناپسیس بین کروموزوم همتا است. سیناپسیس در مرحله لپتوتن آغاز می‌شود، زمانی که کروموزوم‌های همتا شروع به جفت‌شدن و اتصال طولی می‌کنند. این فرایند توسط ساختار پروتئینی کمپلکس سیناپتونمال تسهیل می‌شود.
در مرحله زیگوتن، کمپلکس سیناپتونمال به‌طور گسترده‌تری بین کروموزوم‌های جفت‌شده تشکیل می‌شود. این کمپلکس کروموزوم‌های همتا را در تمام طول خود به هم متصل می‌کند و عناصر جانبی کمپلکس با هر کروموزوم مرتبط بوده و ناحیه مرکزی آن‌ها را کنار هم نگه می‌دارد. این اتصال نزدیک امکان جفت‌شدن دقیق و وقوع رویدادهای بازترکیب ژنتیکی را فراهم می‌کند.

## تراکم کروموزوم‌ها
در زیگوتن، کروموزوم‌ها به‌صورت ساختارهای رشته‌ای مشخص فشرده می‌شوند. هر کروموزوم اکنون ضخیم‌تر به نظر می‌رسد زیرا کروماتیدهای خواهری نزدیک به هم قرار دارند.

## ندول‌های بازترکیب
با تکمیل سیناپسیس، ندول‌های پروتئینی بازترکیب در طول کمپلکس سیناپتونمال بین کروموزوم‌های همتا ظاهر می‌شوند. این ندول‌ها نشان‌دهنده مکان‌های وقوع رویدادهای تبادل ژنتیکی (کراس‌اور) هستند، جایی که تبادل قطعات کروموزومی بین کروماتیدهای غیرخواهری رخ می‌دهد.

## گذار به پاکیتن
پس از تکمیل سیناپسیس و کراس‌اور، سلول به مرحله پاکیتن در پروفاز I منتقل می‌شود. این مرحله شامل کروموزوم‌های کاملاً فشرده و جفت‌شده است که ندول‌های بازترکیب به‌وضوح قابل مشاهده هستند.

## اهمیت زیگوتن
مرحله زیگوتن برای بازترکیب ژنتیکی و جدایش صحیح کروموزوم‌ها در میوز حیاتی است. نقص در سیناپسیس، بازترکیب یا تنظیم کراس‌اور می‌تواند به آنوپلوئیدی و ناهنجاری‌های کروموزومی در گامت‌ها منجر شود.